# Église Saint-Quentin de Channay-sur-Lathan
L’église Saint-Quentin de Channay-sur-Lathan est située dans le département d'Indre-et-Loire.

## Historique
L'édifice est construit au 12e siècle, et complété au 16e siècle, notamment par un clocher neuf, et au 19e siècle[réf. souhaitée].
Son abside fait l'objet d'une protection au titre des monuments historiques par arrêté du 21 avril 1948.